# Carlos Alberto Botero
Carlos Alberto Botero López (Pácora, 3 de abril de 1965) es un médico y político colombiano, que se desempeñó en dos ocasiones como Gobernador del Departamento de Risaralda.

## Biografía
Nació en la población de Pácora, al norte del entonces departamento del Viejo Caldas, en abril de 1965, pero desde los tres meses de edad se trasladó a vivir a Dosquebradas, que por entonces correspondía a un corregimiento de Santa Rosa de Cabal (Ambos actualmente parte del Departamento de Risaralda).
Se graduó como médico cirujano de la Universidad Tecnológica de Pereira y más adelante se especializó en Gerencia en Salud en la Universidad Cooperativa de Colombia. Comenzó trabajando como médico residente en hospitales del norte de Valle del Cauca y como médico del Instituto de Seguros Sociales, posteriormente ocupando la gerencia del Hospital Santa Mónica de Dosquebradas y del Hospital Universitario San Jorge de Pereira.
Sin previa experiencia política, en las elecciones regionales de octubre de 2003 fue elegido como Gobernador de Risaralda, por un movimiento político independiente, pero con el apoyo del Partido Liberal. Su mandató, que duró desde 2004 hasta 2007, tomó como eslogan "Gobernación con Resultados". Tras dejar la gobernación trabajó en el sector privado en negocios editorial y como asesor de hospitales en el Departamento de Meta.
En las elecciones regionales de 2011 se volvió a postular a la Gobernación, por el movimiento independiente UNIR (Unidad Nacional Incluyente con Resultados), y con el apoyo del Partido Social de Unidad Nacional y el Partido Liberal. Durante estos comicios, fue investigado por presuntos lazos con paramilitares, que le habrían brindado una votación atípica en Dosquebradas, propiciando su primera elección como Gobernador. Sin embargo, el caso fue cerrado y Botero absuelto, ya que la Procuraduría General de la Nación consideró que «aún cuando no contaba con un largo trasegar político, era para entonces una persona reconocida en el Departamento de Risaralda y en el municipio de Dosquebradas, particularmente por sus méritos profesionales y personales». Finalmente, resultó victorioso y fue elegido para un segundo mandato, habiendo obtenido 127.168 votos, equivalentes al 38,45% del total.
Durante su segundo mandato, en 2013, se le embargaron los bienes, junto a los de varios funcionarios de su administración, por un presunto detrimento patrimonial en un contrato que celebró su gobierno por 2.000 millones de pesos. El proceso seguía abierto en 2019.
En 2016 asumió como Viceministro de Medio Ambiente de Colombia, en la cartera del radical Luis Gilberto Murillo. Durante las elecciones presidenciales de Colombia de 2018, fue el gerente de la campaña de Germán Vargas Lleras en Risaralda. También fue presidente de la Federación Nacional de Departamentos y presidente de la Junta Directiva de la Corporación Autónoma Regional de Risaralda.
En las elecciones regionales de 2019 fue candidato a la Alcaldía de Pereira por el Partido Cambio Radical, sin éxito: Quedó en séptima casilla, con apenas 7.838 votos (3,73% del total).